# 岐山県
岐山県（きざん-けん）は、中華人民共和国陝西省宝鶏市に位置する県。
県内の東北部にある「箭括嶺」という山には、峰が二つあって向かい合っており、山頂が二つに分岐していることから「岐山」の名がついた。

## 地理
岐山県の中心地（県城）は西安市から西に135キロメートル、宝鶏市中心部からは東へ60キロメートル離れている。南部は秦嶺山脈になっており、中部が平地である。

## 歴史
岐山は、伝説上は炎帝が本拠とした場所とされる。
岐山は周王朝の発祥の地でもある。周太王（周王朝初代の武王の曾祖父）が岐山のふもとに遷ってから周の平王が東の洛邑へ遷るまでの400年間近くの間、岐山は西周の中心地であった。周公廟や周原遺跡、鳳雛遺跡があり、周朝の文物が数多く出土するが、特に青銅器が知られている。
487年（北魏の太和11年）に岐州（州治は現在の鳳翔区の南部）が置かれ、3郡9県を支配した。平秦郡（郡治は現在の鳳翔区の南部）の周城県（太平真君6年に設置）が岐山の東部を、横水県（太平真君10年に周城県から分離）が岐山の西部を、武都郡（郡治は現在の宝鶏市の東）の平陽県（太平真君6年に設置）が岐山の南部を、武功郡の美陽県が岐山の東北部をそれぞれ管轄した。
569年（北周の天和4年）、涇州の鶉觚県の南部を分割して三竜県が設置される。県治は岐陽鎮（現在の岐陽村）に置かれていた。596年（隋の開皇16年）に岐山県と改称され、県治はそれまでの県治の西方（現在の鳳鳴鎮）に移転された。唐代の天文学者李淳風も岐山の人である。

## 行政区画
- 鎮:鳳鳴鎮、蔡家坡鎮、益店鎮、蒲村鎮、青化鎮、棗林鎮、雍川鎮、故郡鎮、京当鎮

## 交通

### 鉄道
- 中国国家鉄路集団
  - 西宝旅客専用線
    - 岐山駅

  - 隴海線
    - 蔡家坡駅

### 道路
- 高速道路
  -  連霍高速道路
- 国道
  - G310国道（中国語版）
  - G342国道（中国語版）
  - G344国道（中国語版）